# 김호진 (1986년)
김호진(金虎辰, 1986년 9월 21일 ~ )은 대한민국의 정당인이다.
수원시노사민정협의회를 거쳐 염태영 당시 수원시장 정무비서로 활동하다 2018년 최연소 수원시의원으로 당선되었다. 더불어민주당 전국청년위원회 지방자치특별위원장, 정책연구소 연구위원으로도 활동하였다. 이재준 수원특례시장 인수위원회 부위원장을 역임하였고, 수원특례시청에서 홍보기획관으로 재직하였는데, 이는 과장급으로 최연소 과장이라고 할 수 있다.

## 생애
1986년 서울에서 태어나 수원에서 유년시절을 보냈다. 율전초, 율전중, 영생고등학교를 졸업하고 아주대학교 공공정책대학원 사회복지학 석사를 수료하였으며, 현재 성균관대학교 자연과학캠퍼스에서 글로벌스마트시티융합전공 박사학위 과정을 수료중이다.
2010년 민선5기 지방선거 염태영 수원시장과의 인연으로 정치에 입문하였다. 수원시노사민정협의회, 수원시정연구원 등 다양한 방면으로 활동하다 2014년 염태영 수원시장 정무비서로 재직하였다. 2017년 정무비서를 사임하고 더불어민주당 전국청년위원회 정책연구소 연구위원과 더불어민주당 전국청년위원회 지방자치위원장을 역임하였다.
2018년 제7회 전국동시지방선거에서 더불어민주당 수원시의회 바선거구 지역 시의원으로 출마하였다. 당시 당선이 어렵다던 '나'번을 받아 무모한 도전이 아니야는 평가가 있었다.  그러나 2030 청년들로 구성된 '청년캠프'로 청년의 힘을 제대로 보여 파란을 일으키며 2018년 기준 역대 최연소 수원시의원으로 당선됐다.
이후 시의원 재임중 수원시 청년정책위원과 더불어민주당 전국 청년기초의원협의회 경기도회장, 더불어민주당 경기도당 청년소통특별위원회 공동위원장을 역임하였다.
2022년, 최연소 시의원이라는 타이틀에, 의정활동의 평가도 좋아 당연히 재출마할 것이라는 기대와 달리, 염태영 수원시장과의 의리와 정치적 신념으로 출마를 포기했다. 이후 이재준 수원특례시장 인수위 부위원장 겸 자문위원장을 맡았다.
2024년 총선을 앞두고 정치인 김호진으로 돌아왔다. 지역 언론사와의 인터뷰를 통해 총선 도전을 공식화하였다.

## 청년 정치참여를 위한 행보
수원 청년 권리증진 및 정치참여 독려에 구심점이었다.

2016년 경기도청년기본조례가 시행되었으나, 실행 부서가 없어 유명무실한 상황이었다. 이를 타파하기 위한 경기도 청년운동이 활발해졌는데, 당시 청년운동의 중심이던 수원지역의 청년활동을 주도하였다. 이후 수원시 청년기본조례 및 청년활동공간 조성 등 청년권리증진을 위한 활동을 이어갔다. 또한 타 지자체의 청년기본조례 제정 운동, 청년기본법 제정을 위한 전국운동에 참여하였다.
위 활동으로 2018년 시의원 선거 당시 청년자원봉사자가 많이 모였으며, 2030청년 중심의 '청년캠프'라는 이름으로 선거사무소가 차려졌을 만큼 지역 청년들의 압도적인 지지가 있었다.
최연소 시의원으로 당선된 후에도 청년들의 입장과 의견을 대변하는 의정활동을 이어갔다. 특히 지역의 청년들을 모으고 지원하며 수원지역 진보 청년들의 대표적 인물로 꼽혔다.
재8회 동시지방선거 당시 각 경선 후보들로 나뉘어져있던 청년들을 선거 이후 규합하여 청년들의 정치참여에 힘썼다.

## 의정 활동
지역 청년을 대변하는 정치인이 되겠다는 포부와 함께 꾸준히 청년의 정치참여와 권리증진을 위해 힘썼다. 수원시 산하 위원회의 청년 위원 비율 확대를 요구하는 등 청년의 목소리를 담기 위한 행보를 이어갔다. 뿐만아니라 환경, 노동, 경제, 국제적 협력사업 추진 등 다양한 분야에서 적극적으로 활동하며 지역과 시민을 위한 의정활동을 펼쳤다.
대표적으로 수원시 환경보건, 수원시 필수노동자 보호 및 지원, 유엔해비타트 협력사업 추진 및 운영, 수원시 공공기관 노동이사제 운영에 대한 조례와 수원시 청년기본소득 지급, 수원시 연화장 설치 및 운영에 대해 일부개정조례안을 대표발의 하였다.
행정사무감사 당시 테블릿PC와 노트북을 활용해 시의원중 유일하게 '종이 없는 행감'을 직접 실천하며 눈길을 끌었다.기사링크 당시 수원시의회는 종이없는 행감을 자체적으로 추진하고자 하였으나, 실제로 이루어지진 않았다. 젊고 스마트한 의원이라는 평가와 더불어 전북도를 비롯한 많은 지자체의 벤치마킹 사례가 되었다.기사링크

## 전국 기초지자체 최초 지역주도 환경보건 기틀 마련
환경보건법으로 광역 지자체에만 수립이 의무화 되어있던 지역환경보건계획의 근거인 환경보건조례를 환경수도 수원시의 선제적으로 종합적인 환경보건 분야 관리를 위해 대표발의 하였다.기사링크
시민의 건강에 큰 영향을 미치는 각종 환경유해인자를 관리하고 건강에 대한 영향을 포괄적으로 다루기 위한 환경보건계획의 근거로, 전국 기초지자체 최초로 지역 주도의 환경보건 기반을 만들 수 있게 되었다.

## 필수노동자 지원 및 보호를 위한 근거  마련
필수노동자의 보호 및 지원에 관한 조례안을 대표발의 하며 환경미화원, 플랫폼노동자 등에 대한 처우 개선과 보호에 근거를 마련하였다. 이를 통해 코로나19와 같은 사회적 재난 상황에서도 의료, 교통, 물류 등 사회 기능 유지를 위한 필수노동자들의 안정적인 노동환경 조성과 권익향상에 이바지하였다.

## 수원형 스마트시티 모델 구축을 위한 근거 마련
유엔 해비타트 협력사업 추진 및 운영에 관한 조례안 대표발의로 수원의 스마트시티 모델 구축과 국제경쟁력 강화를 위한 근거를 마련했다. 해당 조례로 유엔 해비타트와의 협력을 위한 국제회의 및 행사 참석, 협력 프로그램 공동 추진 협약 체결 및 교류가 가능해졌다. 이를 근거로 성사된 유엔해비타트 관련 다양한 컨퍼런스 개최는 수원컨벤션센터가 MICE 산업의 요충지가 되는 데에 크게 이바지하였다.

## 정치적 전망
시의원 재선이나 고위직 공무원의 자리에 연연하지 않고 이례적인 행보를 계속 보이는 인물인 만큼, 차기 더불어민주당 국회의원에 도전할 것으로 전망된다. 9월 26일 지역 언론사와의 인터뷰를 통해 총선 도전을 공식화 하였다. 제20대 대통령선거 패배의 원인 중 하나로 거론되는 청년들의 지지와 참여에 갈증을 느끼는 더불어민주당의 입장에선 청년 후보의 도전을 환영할 것으로 보인다.

## 역대 선거 결과
| 실시년도 | 선거      | 대수 | 직책   | 선거구                  | 정당         | 득표수    | 득표율          | 순위 | 당락 | 비고           |
| -------- | --------- | ---- | ------ | ----------------------- | ------------ | --------- | --------------- | ---- | ---- | -------------- |
| 2018년   | 지방 선거 | 11대 | 시의원 | 경기 수원시 (바 선거구) | 더불어민주당 | 12,366 표 | \| \| 23.38% \| | 2위  |      | 초선, 민선 7기 |
|          | 23.38%    |      |        |                         |              |           |                 |      |      |                |